# Sepsis fulgens
Sepsis fulgens – gatunek muchówki z rodziny wońkowatych i podrodziny Sepsinae.
Gatunek ten opisany został w 1830 roku przez Johanna Wilhelma Meigena.
Muchówka o ciele długości od 2,5 do 3,5 mm, ubarwionym błyszcząco czarno, u samców czasem z częściowo czerwonym tułowiem. Głowę jej cechują pojedyncza para bardzo słabo rozwiniętych szczecinek orbitalnych i policzki znacznie niższe od oka złożonego. Tułów ma bardzo dobrze rozwinięte szczecinki mezopleuralne i na całej długości biało porośnięte sternopleury. Skrzydła mają odseparowane tylne i przednie komórki bazalne oraz ciemnią plamkę u szczytu żyłki radialnej R2+3. Samiec ma spodnią stronę ud przednich odnóży na odcinku między środkową grupą kolców a wierzchołkiem zaopatrzoną w 1–2 kolce z guzkami. Odwłok ma tergit drugi zespolony z pierwszym i pozbawiony długich włosków. U samicy przynajmniej tylne tergity opatrzone są długimi włoskami.
Larwy przechodzą rozwój w odchodach.
Owad znany z prawie wszystkich krajów Europy, w tym z Polski, a ponadto z Afryki Północnej, Bliskiego Wschodu i wschodniej Palearktyki.